# Wirthsmühle (Weiding)
Wirthsmühle ist ein Ortsteil der Gemeinde Weiding im Oberpfälzer Landkreis Schwandorf in Bayern.

## Geographische Lage
Die Wirthsmühle liegt in der Senke zwischen dem 686 m hohen Galgenbühl südlich von Weiding und dem etwa 610 m hohen Kohlschlag nördlich von Schönau an der Staatsstraße 2154. Etwa 40 Höhenmeter oberhalb westlich der Wirthsmühle entspringt ein kleiner Bach, der ungefähr 1 km weiter östlich der Wirthsmühle in den Hüttenbach mündet.

## Geschichte
Am 1. August 1829 bekam Nepomuk Mayer die Genehmigung auf seinem eigenen Grund und Boden eine Mahlmühle zu bauen und zu betreiben. Nepomuk Mayer war Wirt in Weiding, deshalb wurde die Mühle Wirthsmühle genannt. Es war nur ein kleiner Bach, an dem die Wirthsmühle lag, aber durch Aufstauen des Wassers konnte auch diese geringe Wasserkraft genutzt werden.